# Elisa Radziwill
Elisa sau Elisabeta Radziwill Elisa Friederike Luise Martha (28 octombrie 1803, Berlin – 27 august 1834, Bad Freienwalde) a fost membră a înaltei nobilimi polonezo-lituaniană, care a fost dorită de mireasă de prințul care mai târziu a devenit Wilhelm I al Germaniei.
1. ↑  The Peerage